# Dalila (cantante)
Dalila Alejandra Molina Chanquia, más conocida por su nombre artístico Dalila o la Diosa del Verbo Amar (Rosario, 3 de octubre de 1970), es una cantante argentina. Empezó su carrera musical en 1999.

## Biografía
Es la menor de 7 hijos de la familia. Su nombre es Dalila Alejandra Molina Chanquia y nació el 3 de octubre de 1970, en la ciudad de Rosario. Comenzó sus pasos artísticos de la mano de Leo Mattioli a la edad de 27 años. A los 14 años ganó su primer premio como cantante amateur en un concurso televisivo. Su primer paso profesional lo da en 1998, cuando Mario Álvarez la presenta en Musicalísimo, programa televisivo de cumbia surgido en Santa Fe. Esto fue el 22 de diciembre de 1998, con temas propios de Mario Álvarez. Actuó luego del grupo Trinidad. Antes de su debut como cantante trabajaba de cajera en el hoy extinto "Hipermercado Tigre"

## Carrera
Tiene más de 18 años de carrera artística y su último material, el número 15 es titulado Inolvidables que fue unos de los materiales más esperados del país. Comenzó sus pasos artísticos desde muy pequeña cantando en diversas instituciones y escuelas, a la edad de 14 años, ganó su primer premio como cantante amateur en un concurso televisivo. Su primer paso profesional lo dio en 1998 cuando graba una canción a dueto con el grupo Trinidad cuya voz líder era Leo Mattioli. Graba su primer disco como solista titulado Un cuerpo sin alma el cual la lleva a recorrer gran parte de Argentina.
El reconocimiento masivo a nivel nacional se dio en 2001 cuando lanza su disco titulado Amor entre mujeres, que la llevó plenamente al éxito como artista, no solo por las ventas del álbum, sino también por la gran cantidad de espectáculos en vivo que dio, que aún pasados más de 10 años lo sigue haciendo, en donde se reafirma más que nunca como un icono popular en su función de cantante profesional.
Luego le siguieron discos como Por amor a la música y Heridas entre otros, los cuales alcanzaron increíbles récords en ventas y fueron motivo por el cual logra conquistar el premio Gardel como “Mejor álbum artista femenino tropical”.
En 2005 tras su alejamiento del programa Pasión de sábado no se rinde e inicia su veta como productora haciendo un trabajo íntegro en cada disco.
En 2008 Dalila sufre la pérdida de uno de sus afectos más importantes, su hermano Aníbal, en un accidente en la ruta con su actual marido en ese entonces, Christian Rasmussen. Marcada profundamente por el dolor, sigue su carrera y graba Ausencias disco editado en 2009 con una gran aceptación de su público.
Actualmente, recibe el tributo de numerosos clubes de fanes en todo el país. Ella prosiguió con nuevas canciones y renovados géneros, como por ejemplo: el tango o los boleros, que de a poco, se mezcló entre sus trabajos como Ausencias (2009) e Inolvidables (2014).
En 2011 Dalila graba un CD y DVD en vivo en el Teatro Opera City a fin de año, donde recorrerá clásicos, y presentando todo su último material. 
En 2012 Dalila retorna a la televisión, donde se presenta en el programa dedicado a la movida tropical Tropicalísima. Además ganó el Premio Carlos Gardel como "Mejor álbum artista femenino tropical". También en el mismo año realizó dos presentaciones por primera vez en el Teatro Gran Rex, con localidades totalmente agotadas.
En 2013 sigue trabajando intensamente , recorriendo diversos escenarios del todo el país. Nuevamente realiza dos funciones en el  Teatro Gran Rex, con entradas agotadas.
En 2014 lanza su material N°10 de estudio, titulado Inolvidables, que recibió gran aceptación por sus fanáticos, quienes muchos lo han considerado como uno de sus mejores discos.Realiza dos funciones en el Teatro Gran Rex, presentando su nuevo material, con entradas agotadas.
En 2015 conquista nuevamente el premio Carlos Gardel como "mejor artista femenina tropical" dando lugar a su tercer estatuilla ganada. Actualmente sigue llenando teatros y boliches en todo el país a lo que debe concluir como todos los años a presentarse en el majestuoso Teatro Gran Rex, con única fecha donde recorrerá todos sus éxitos y su último trabajo discográfico.

## Discografía
| Discografía | Discografía             | Discografía            | Discografía |
| Año         | Álbum                   | Sello discográfico     |             |
| ----------- | ----------------------- | ---------------------- | ----------- |
| 1999        | Un cuerpo sin alma      | SFR                    |             |
| 2000        | La diosa del verbo amar | SFR                    |             |
| 2001        | Amor entre mujeres      | SFR                    |             |
| 2002        | Bella durmiente         | Compañía independiente |             |
| 2003        | Por amor a la música    | SFR                    |             |
| 2004        | Lo mejor de mi          | SFR                    |             |
| 2006        | Heridas...              | Procom Discos          |             |
| 2007        | Amor y vida             | Garra Records          |             |
| 2009        | Ausencias               | Lef Producciones       |             |
| 2010        | No voy a cambiar        | Garra Records          |             |
| 2014        | Inolvidables            | Magenta                |             |
| 2017        | Solo un momento         | Magenta                |             |
| 2023        | Vida                    | Magenta                |             |

| Discografía en directo | Discografía en directo                                           | Discografía en directo | Discografía en directo |
| Año                    | Álbum en vivo                                                    | Sello discográfico     |                        |
| ---------------------- | ---------------------------------------------------------------- | ---------------------- | ---------------------- |
| 2003                   | Por amor a la música                                             | SFR                    |                        |
| 2004                   | En vivo Fantastico                                               | Magenta                |                        |
| 2005                   | Eternamente tuya                                                 | Procom Discos          |                        |
| 2007                   | En vivo Teatro Opera, presentando "Heridas" y grandes éxitos     | Garra Records          |                        |
| 2008                   | En vivo Teatro Opera, presentando "Amor y vida" y grandes éxitos | Garra Records          |                        |
| 2012                   | En vivo Buenos Aires                                             | Garra Records          |                        |
| 2021                   | "Mi vida" en vivo                                                | Magenta                |                        |
| 2023                   | En vivo Diversión de Quilmes                                     | Magenta                |                        |

## Premios y nominaciones

### Premios Carlos Gardel
| Año  | Categoría                                      | Trabajo                           | Resultado | Ref.   |
| ---- | ---------------------------------------------- | --------------------------------- | --------- | ------ |
| 2006 | Mejor álbum artista femenina tropical          | Eternamente tuya                  | Nominada  | [ 3 ]  |
| 2006 | Mejor álbum artista femenina tropical          | Lo mejor de mí                    | Nominada  | [ 3 ]  |
| 2007 | Mejor álbum artista femenina tropical          | Heridas...                        | Nominada  | [ 4 ]  |
| 2008 | Mejor álbum artista femenina tropical          | Dalila en vivo en el Teatro Opera | Ganadora  | [ 5 ]  |
| 2009 | Mejor álbum artista femenina tropical          | Amor y vida                       | Nominada  | [ 6 ]  |
| 2009 | Mejor álbum artista femenina tropical          | La diosa del verbo amar           | Nominada  | [ 6 ]  |
| 2011 | Mejor álbum artista femenino tropical/cuarteto | No voy a cambiar                  | Nominada  | [ 7 ]  |
| 2012 | Mejor álbum artista femenina tropical          | No voy a cambiar                  | Ganadora  | [ 8 ]  |
| 2015 | Mejor álbum artista femenina tropical          | Inolvidable                       | Ganadora  | [ 9 ]  |
| 2018 | Mejor álbum artista femenina tropical          | Sólo un momento                   | Nominado  | [ 10 ] |
| 2019 | Mejor álbum artista femenina tropical          | Inigualable                       | Nominado  | [ 11 ] |
| 2021 | Mejor álbum en vivo                            | Mi vida en vivo                   | Nominado  | [ 12 ] |
| 2023 | Mejor álbum artista tropical                   | Evidencias                        | Ganadora  | [ 13 ] |

## Discos de oro

### Oro
| Año  | Trabajo              |
| ---- | -------------------- |
| 2003 | Por amor a la música |
| 2004 | Lo mejor de mí       |
| 2006 | Heridas...           |

| 2007 | En vivo Teatro Opera, presentando "Heridas" y grandes éxitos     |
| 2008 | En vivo Teatro Opera, presentando "Amor y vida" y grandes éxitos |
| 2012 | En vivo Buenos Aires                                             |
| 2013 | La Única (Ex Rimbo)                                              |